# Šiho Tomariová
Šiho Tomariová (japonsky 泊 志穂, * 26. března 1990 Nagoja) je japonská fotbalistka.

## Reprezentační kariéra
Za japonskou reprezentaci v roce 2017 odehrála 2 reprezentační utkání.

## Statistiky
| Japonsko | Japonsko | Japonsko |
| Roky     | Záp.     | Góly     |
| -------- | -------- | -------- |
| 2017     | 2        | 0        |
| Celkem   | 2        | 0        |